# What's Wrong With Me: The Remixes
What's Wrong With Me: The Remixes è un album di remix della cantante Skye Edwards, pubblicato nel 2006 dalla Cordless Records.
Il disco è composto da 7 remix del singolo What's Wrong With Me? contenuto nell'album Mind How You Go (2006).

## Tracce
1. What's Wrong With Me – 3:40
2. What's Wrong With Me – 4:04
3. What's Wrong With Me – 4:43
4. What's Wrong With Me – 6:46
5. What's Wrong With Me – 4:19
6. What's Wrong With Me – 4:46
7. What's Wrong With Me – 5:39